# Suan Mokkh

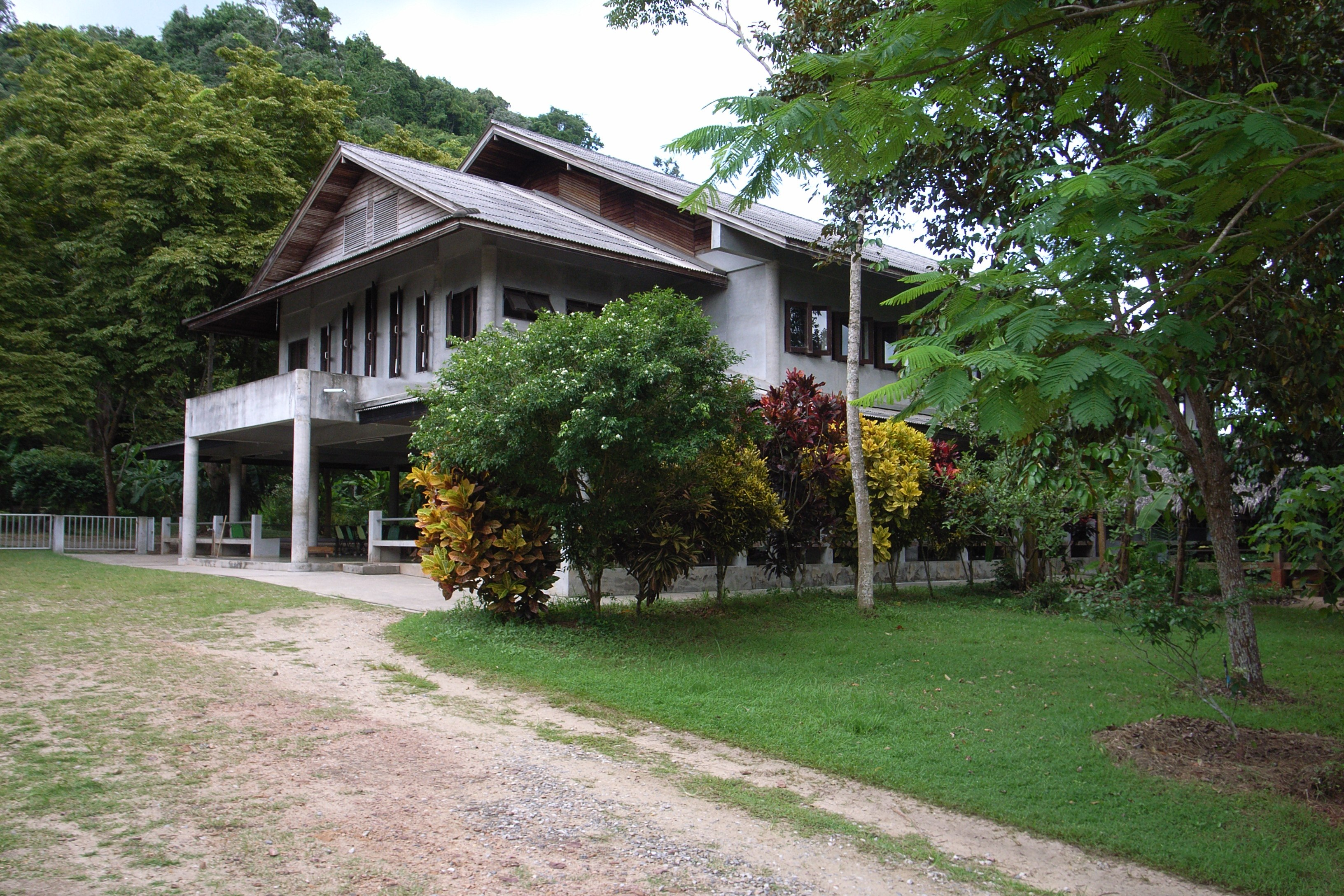
Gebäude im Suan Mokkh

Suan Mokkh (thailändisch สวนโมกข์, „Garten der Befreiung“), kurz für Suan Mokkhaphalaram (thailändisch สวนโมกขพลาราม, von Pali Mokkhabalārāma, „Garten der Kraft der Befreiung“) ist ein Theravada-buddhistisches Kloster sowie Rückzugs- und Meditationszentrum in Amphoe Chaiya, Provinz Surat Thani, im Süden Thailands. Es wurde 1932 von dem bekannten Mönch, Religions- und Sozialreformer Buddhadasa Bhikkhu begründet, der ein Vertreter und Vordenker des Engagierten Buddhismus war. 
Das Gelände hat eine Fläche von knapp 50 Hektar und ist größtenteils mit Wald bedeckt, womit es sich vom gerodeten, landwirtschaftlich genutzten Umland abhebt.

## Geschichte

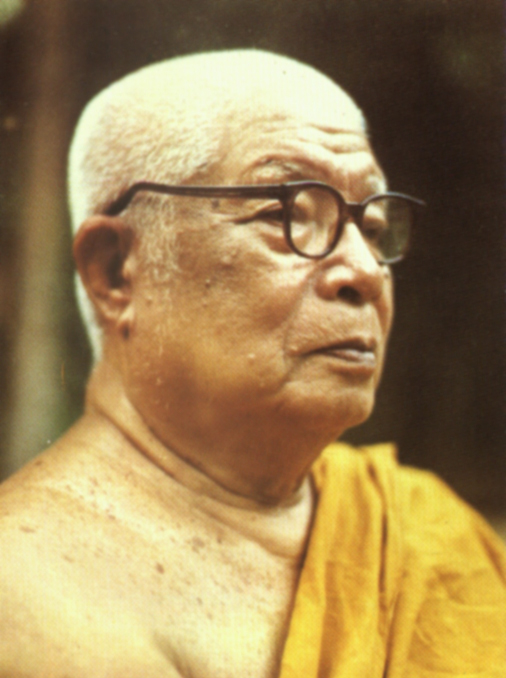
Buddhadasa Bhikkhu

Buddhadasa (eigentlich Ngueam Phanit, 1906–1993), der damals noch den Ordensnamen Indapañño trug, kehrte 1932 von seinen Studien in Bangkok in seine südthailändische Heimat zurück und bezog ein aufgegebenes Kloster (Wat) in der Nähe seines Geburtsorts Phumriang. Er nahm an, dass eine natürliche Umgebung der Praxis des Dhamma förderlich sei. Anders als in bestehenden Klöstern der thailändischen Waldtradition wollte er nicht der Lehre und den Meditationsfähigkeiten eines prominenten Mönchs nacheifern, sondern ausschließlich dem Dhamma und Vinaya des Gautama Buddha folgen. Studium und Praxis sah er nicht als Gegensätze, sondern als Ergänzung. Die jahrhundertealte Differenzierung des Sangha in studierende und Zeremonien verrichtende Stadtmönche und zurückgezogene, asketische, meditierende Waldmönche suchte er aufzuheben. 
Während der ersten vier Jahre lebte Buddhadasa zumeist allein in Suan Mokkh, besuchte aber auch andere Wats, um dort zu lehren. Außerdem veröffentlichte er seine Ideen und Erkenntnisse in der vierteljährlichen Zeitschrift Buddha-Sasana („Buddhismus“) und hielt Vorträge in der Buddha-Dhamma-Gesellschaft in Bangkok. Diese zeichneten sich durch eine schlichte Sprache, ohne das typische Mönchsvokabular, und eine verstandesmäßige, entmythologisierte Interpretation der buddhistischen Lehren aus. Damit zog er auch die Aufmerksamkeit von etablierten Klerikern und Laien in der Hauptstadt auf sich. Ende der 1930er-Jahre schloss sich ihm eine kleine Gruppe von Mönchen an, andere – darunter auch hochrangige Vertreter der buddhistischen Hierarchie sowie Staatsbeamte – suchten ihn in Suan Mokkh auf.
Anfang der 1940er-Jahre war der ursprüngliche Suan Mokkh so überlaufen, dass er an einen anderen Ort verlegt werden musste. Im vormaligen Wat Than Nam Lai („Tempel des fließenden Wassers“), über dessen Gelände ein kleiner Fluss verläuft und auf dem sich die Überreste eines sehr alten Stupa fanden, wurde 1942 Suan Mokkh II begründet. Zwei Jahre später zog die Gemeinschaft endgültig dorthin um.
Suan Mokkh zog und zieht Anhänger und Interessenten der Philosophie Buddhadasas aus allen gesellschaftlichen Schichten, dem In- und Ausland an. Im Jahr 1972 besuchte Tenzin Gyatso, der 14. Dalai Lama des tibetischen Vajrayana-Buddhismus, Suan Mokkh, um hier zu lehren. 1989 wurde die Anlage deutlich erweitert, es entstand ein internationales Meditationszentrum. Auch ein eigenes Zentrum für Nonnen wurde eingerichtet. Buddhadasa starb 1993 in Suan Mokkh.

## Anlage

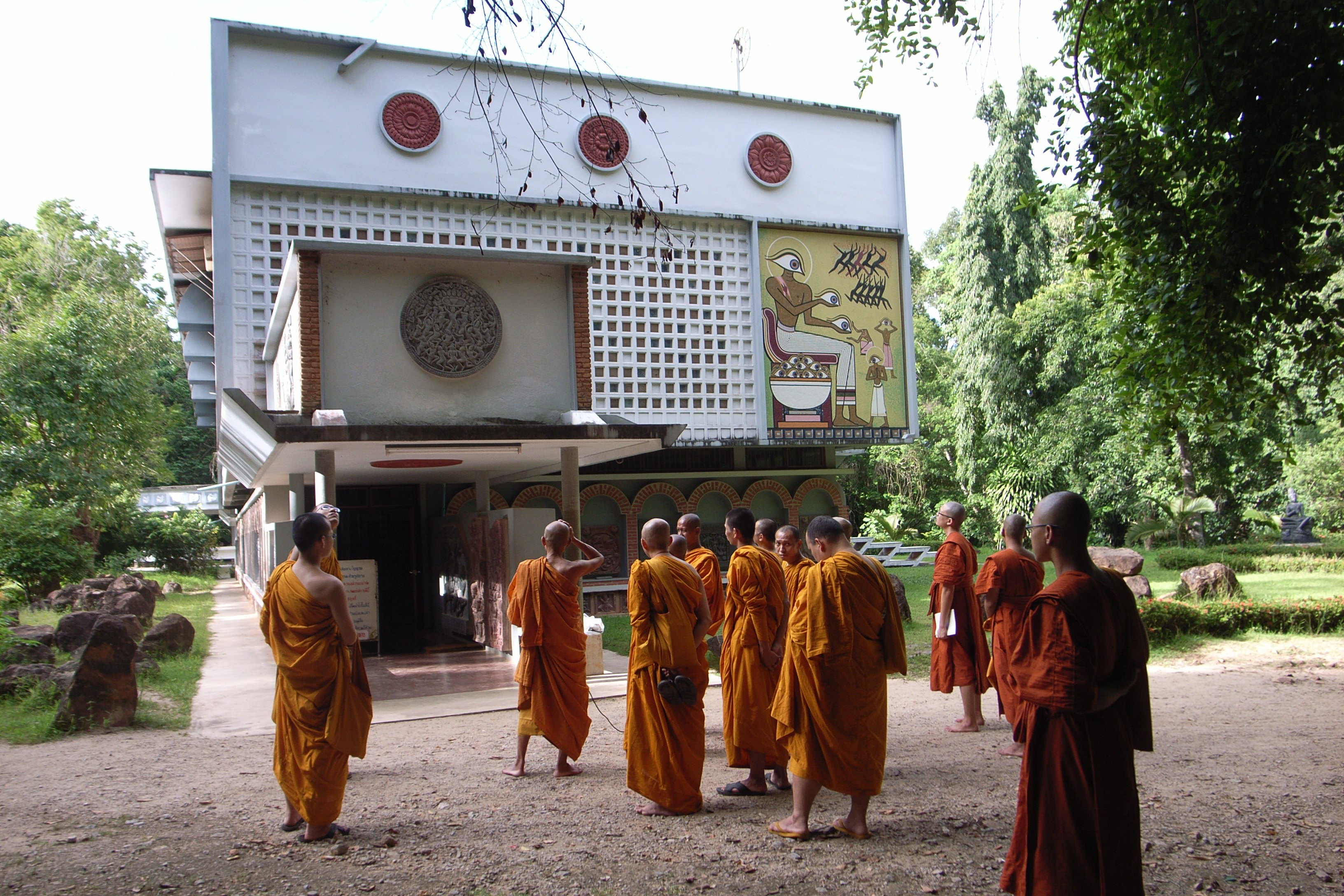
„Spirituelles Theater“

Suan Mokkh besteht aus mehreren Teilen: dem ursprünglichen Hauptkloster und dem später hinzugefügten International Dharma Heritage für Laien aus aller Welt. Auch der Teil für Mae Chis (weißgewandete Frauen, die ihr Leben der Religion gewidmet haben, in Thailand aber offiziell nicht als Nonnen anerkannt werden) ist räumlich von den anderen Teilen getrennt. Die Hauptgebäude des Klosters, die der Unterweisung im Dhamma dienen, sind bootsähnlich geformte Betonbauten und werden daher auch „Schiffe des Dharma“ genannt. Eine weitere zentrale Einrichtung ist das „Spirituelle Theater“, in dem Lehrinhalte des Buddhismus bildlich dargestellt werden. Es finden sich hier Wandgemälde und Skulpturen in ganz unterschiedlichen Stilen (thailändisch, ägyptisch, chinesisch, indisch, japanisch, tibetisch und europäisch).

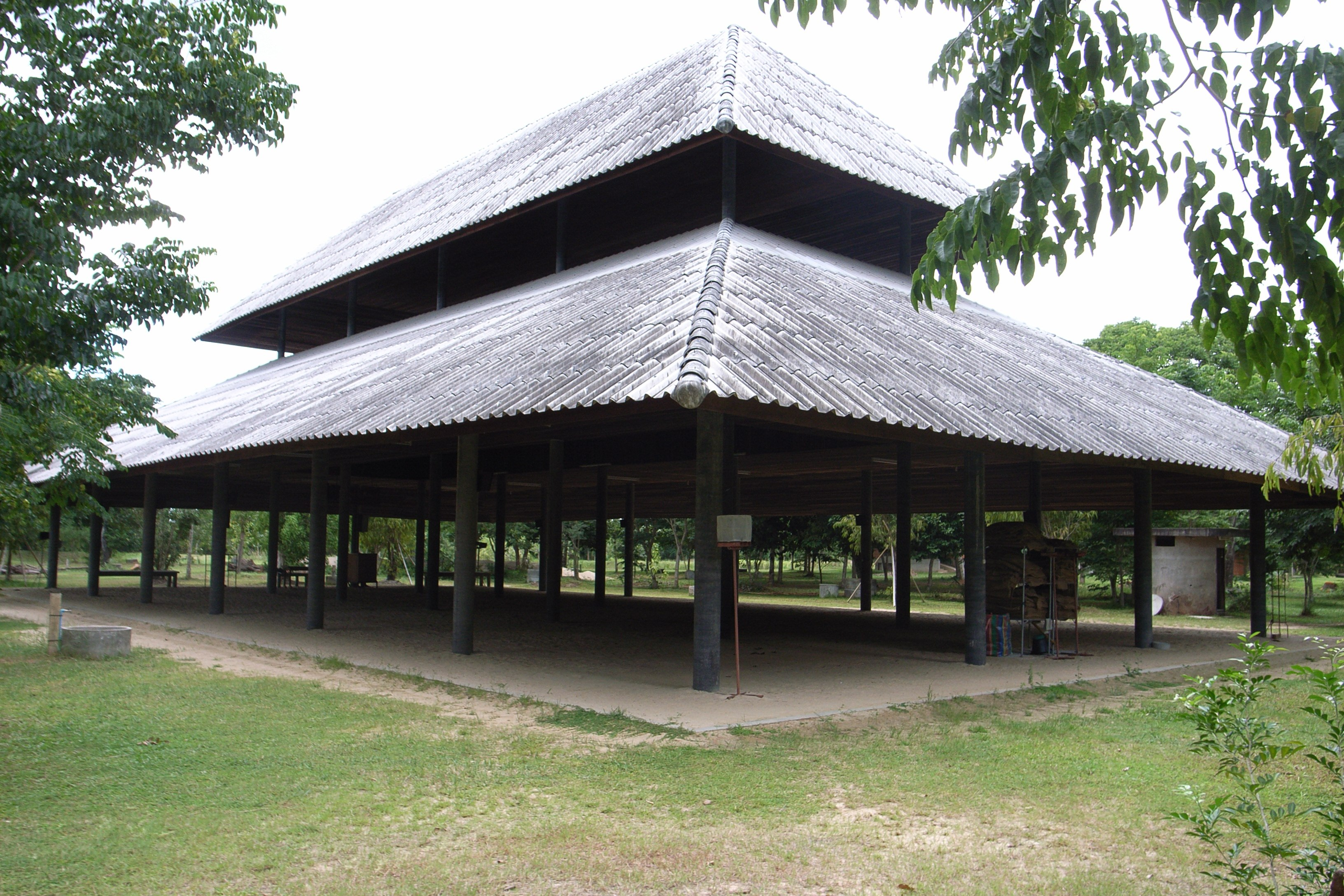
Meditationshalle (Sala)

Die zentrale Meditationshalle (Sala) ist zu den Seiten hin offen, ihr Boden ist mit Sand bedeckt. Dies entspricht dem von Buddhadasa angestrebten Ideal einer möglichst natürlichen Umgebung. Die Kutis (Zellen der Mönche) befinden sich entlang von Waldwegen über das Gelände verstreut. Die Unterkünfte der Laien sind ebenso spartanisch eingerichtet: Sie verfügen nur über Schlafstätten aus Zement mit einer Matte und hölzernen „Kissen“. Auf dem Gelände gibt es gemeinschaftlich genutzte Wasserstellen für Kleiderwäsche oder Körperreinigung sowie heiße Quellen für Fußbäder.
Suan Mokkh unterscheidet sich deutlich von gewöhnlichen Wats (buddhistischen Tempel-Klöstern) in Thailand. Es gibt keine große Buddha-Statue und es werden keine religiösen Zeremonien abgehalten. Das Erscheinungsbild dieses Rückzugsorts ist daher relativ säkular.

## Meditationsprogramm

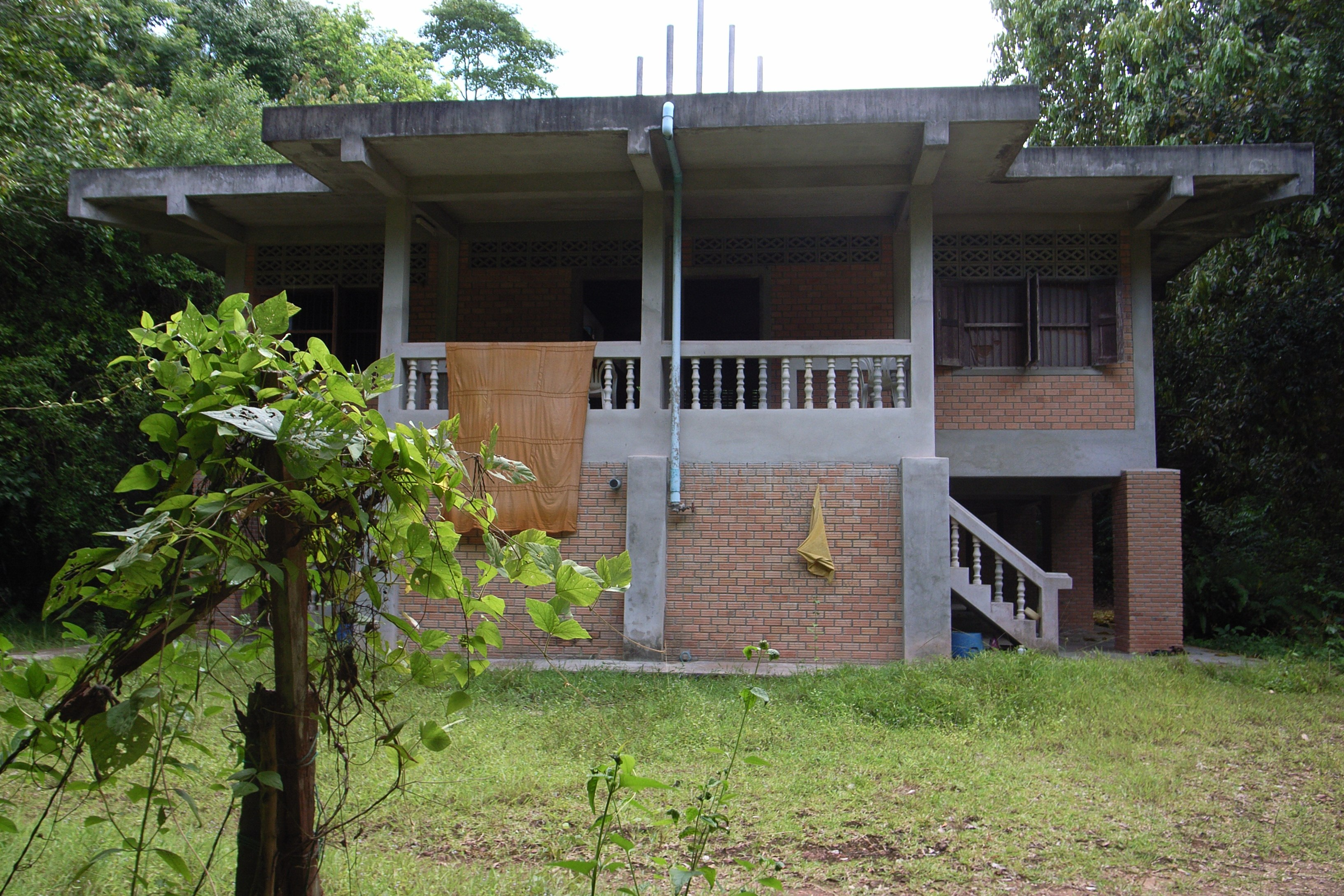
Unterkunft für männliche Laien

Ein organisiertes Retreat im Suan Mokkh dauert 10 Tage und beginnt am ersten Tag jeden Monats. Dabei wird die Ānāpānasati-Meditation („Achtsamkeit des Ein- und Ausatmens“) gelehrt. Die Teilnehmer gehen barfuß, nehmen nur eine bescheidene vegetarische Mahlzeit pro Tag ein, schlafen auf einem hölzernen Kissen und stehen morgens um 4 Uhr auf. Sie sollen während der gesamten Zeit schweigen, nicht lesen, schreiben, rauchen, Alkohol trinken oder an Sexuelles denken. Grundprinzip der Ānāpānasati ist, bewusst einzuatmen, den Atem im Körper zu spüren, bewusst wieder auszuatmen und an nichts anderes zu denken. Zum Tagesablauf gehören Meditation im Sitzen und im Gehen, Yoga, Vorträge über den Dhamma sowie das Rezitieren buddhistischer Gesänge, aber auch die Erledigung der Haushaltsaufgaben des Klosters. Bei allen Tätigkeiten, auch dem Hoffegen, Geschirrspülen oder Reinigen der Toiletten, sollen die Teilnehmer weiterhin bewusst auf ihr Atmen achten.